# Guillaume de Corswarem
Guillaume Joseph de Corswarem (Alken, 15 november 1799 - Hasselt, 24 mei 1884) was een Belgisch volksvertegenwoordiger.

## Levensloop
De Corswarem was een zoon van Jean Hubert de Corswarem en van Elisabeth Borghs. Jean Hubert was advocaat en notaris, raadsheer van de prins-bisschop van Luik, schepen in Sint-Truiden, adjunct-meier in Hasselt. Guillaume trouwde met Marie-Anne Wauters en ze waren de ouders van volksvertegenwoordiger Adrien de Corswarem. Hij kreeg, samen met een paar familieleden, adelserkenning in 1847, met een voor hem bij eerstgeboorte overdraagbare riddertitel.
Hij was van 1828 tot 1831 notaris in Wellen en van 1831 tot 1843 in Hasselt. Voor de Katholieke Partij was hij van 1839 tot 1842 en van 1872 tot 1876 provincieraadslid van Limburg en van 1857 tot 1863 en van 1869 tot 1878 gemeenteraadslid van Hasselt.
In 1843 werd hij verkozen tot lid van de Kamer van volksvertegenwoordigers voor het arrondissement Hasselt en oefende dit mandaat uit tot in 1848. Hij verdedigde het Nederlands en kwam op tegen de benadeling van Nederlandstaligen in de uitoefening van openbare functies.

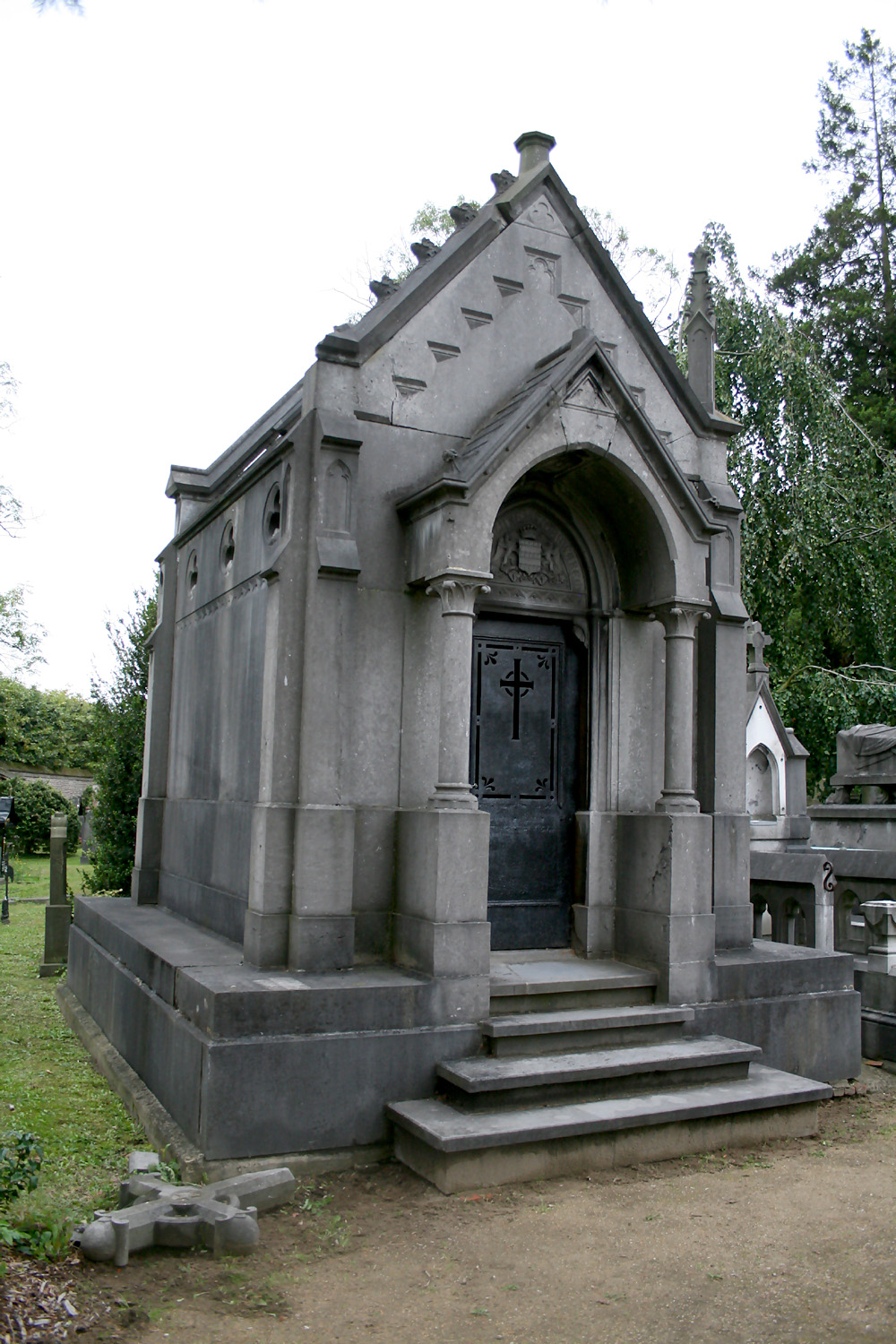
Grafkapel van de familie De Corswarem,op het oud kerkhof van Hasselt

In 1856 werd hij op vraag van eerste minister Pierre de Decker omwille van zijn parlementaire ervaring en inzet voor de Vlaamse kwestie lid van de Vlaemsche Grievencommissie. Hierin bracht hij samen met Lucien Jottrand verslag uit over de gerechtelijke zaken. In de commissie liet hij zich opmerken als voorstander van een sterke unitaire Belgische staat. De Corswarem was dan ook een tegenstander van de splitsing van het leger in eentalige regimenten en hij streefde een status-quo na voor het taalgebruik in het gerecht. Wel steunde hij de plannen om het middelbaar onderwijs te vernederlandsen.
Verder was hij nog:
- lid van de provinciale commissie voor de statistiek in Limburg,
- lid en voorzitter van de Raad van kerkfabrieken in Hasselt,
- corresponderend lid van de Koninklijke Commissie voor Monumenten en Landschappen,
- bestuurslid van het Koninklijk Atheneum in Hasselt,
- bestuurder van de Nijverheidsschool in Hasselt,
- bestuurder van de Kunstacademie in Hasselt,
- lid van de Wetenschappelijke en Letterkundige Vereniging van Limburg.

Hij publiceerde ook historische studies.

## Publicatie
- Mémoire sur les anciennes limites et circonscriptions de la province de Limbourg, 1857.